# Plesiothoa australis
Plesiothoa australis is een mosdiertjessoort uit de familie van de Hippothoidae. De wetenschappelijke naam van de soort is voor het eerst geldig gepubliceerd in 1980 door Moyano & Gordon.